# Аудерс, Арис
А́рис А́удерс (латыш. Āris Auders; 10 февраля 1962, Рига — 12 июля 2017, Латвия) — советский и латвийский нейрохирург. Министр здравоохранения Латвии (2002—2003).

## Биография
Родился в 1962 году в Риге. Среднее образование получил в Рижской средней школе № 49. В 1986 году окончил Латвийскую медицинскую академию. Дополнительно проходил обучение в Калифорнийском университете в Сан-Диего и в Бернском университете. В 1987 году получил степень доктора медицины.
С 1988 по 1997 год работал нейрохирургом в Университетской клинической больнице имени Паула Страдыня. В первой половине 1997 года — заместитель директора в нейрохирургической клинике. С 1997 по 2002 год — руководитель центра хирургии позвоночника в больнице травматологии и ортопедии.
В ноябре 2002 года назначен на должность министра по особым поручениям по делам здравоохранения, 16 января 2003 года — министром здравоохранения Латвии. 10 апреля 2003 года, после начатого KNAB уголовного дела, подал в отставку.
10 марта 2006 года Рижский окружной суд признал Ариса Аудерса виновным в мошенничестве и приговорил его к денежному штрафу в размере 150 минимальных зарплат.
12 июля 2017 покончил жизнь самоубийством.